# Omeljan Kowtsch
Omeljan Kowtsch, polnisch Emilian Kowcz, wissenschaftliche Transliteration Omeljan Kovč (* 20. August 1884 in Kosmatsch, Österreich-Ungarn; † 25. März 1944 in Lublin, Polen) war ein ukrainisch griechisch-katholischer Priester und christlicher Märtyrer. Er wird in der römisch- und griechisch-katholischen Kirche als Seliger verehrt.

## Leben
Omeljan Kowtsch wurde 1884 nahe der heute ukrainischen Stadt Kossiw, ehemals Teil der historischen Region Galizien, heute zur Region Iwano-Frankiwsk gehörend, geboren.
Aus einer ukrainischen Familie stammend, konfessionell ukrainisch griechisch-katholisch geprägt, entschloss sich Kowtsch, griechisch-katholischer Priester zu werden. Das Studium der Katholischen Theologie als Priesteramtskandidat absolvierte Kowtsch zuerst in Lemberg und in Rom am „Kollegium der Hl. Bakchos und Sergios“.
Nach erfolgreichem Abschluss seiner Studien kehrte Kowtsch in die Ukraine zurück, heiratete und wurde Vater von sechs Kindern. Die feierliche Priesterweihe fand im Jahre 1911 statt. Seit dem Jahr 1922 war Kowtsch über zwanzig Jahre lang pastoral in der heute ukrainischen Stadt Peremyschljany tätig. Zudem betreute Kowtsch als Seelsorger die emigrierten griechisch-katholischen Ukrainer aus den Gebieten des ehemaligen Jugoslawiens.
Neben seiner Seelsorge in Peremyschljan kümmerte er sich in der überwiegend jüdisch geprägten Stadt um Arme, Waisenkinder, Jugendgruppen verschiedener Glaubensrichtungen und lud sie in sein Zuhause ein. In der Zeit der deutschen Besatzung, im sogenannten „Reichskommissariat Ukraine“, versuchte Omeljan Kowtsch, so viele Juden wie möglich durch die Taufe vor dem Tod zu retten. Die Nazis erkannten jedoch seine Nächstenliebe, sein Bemühen und untersagten ihm weitere Hilfeleistungen. Kowtsch setzte seine Hilfe unerschrocken fort.
Im Dezember 1942 wurde Kowtsch durch die Gestapo in Lemberg verhaftet. Bei seinem Verhör wurde er durch einen Gestapooffizier gefragt:
„Weißt Du nicht, dass es untersagt ist Juden zu taufen ?.“
„Ich wusste gar nichts.“
„Weißt Du es jetzt?.“
„Ja.“
„Wirst Du es weiterhin machen?.“
„Natürlich.“
Im August 1943 wurde Kowtsch in das KZ Majdanek verbracht, welches sich in der polnischen Stadt Lublin befand. Er feierte mit den Häftlingen die Hl. Liturgie und war Beichtvater. Aus persönlichen Schreiben an seine Verwandtschaft geht hervor, dass er nicht um seine Befreiung bat, sondern darum, bei seinen Mitgefangenen im Konzentrationslager zu bleiben, um ihnen behilflich zu sein. In einem Schreiben an seine Kinder steht:

„Mit Ausnahme des Himmels, ist es der einzige Ort wo ich wünsche zu sein. Hier sind wir alle gleich: Polen, Juden, Ukrainer, Russen. Ich bin der einzige Priester und wenn ich die Hl. Liturgie zelebriere, beten sie für alle, jeder in seiner Sprache. Versteht Gott nicht jede Sprache?...“

„Gestern wurden fünfzig Häftlinge hingerichtet. Wenn ich nicht hier wäre, wer würde ihnen helfen, den Moment wie diesen zu ertragen? Was könnte ich von Gott mehr erbitten? Macht Euch keine Sorgen um mich. Jubelt mit mir!.“

Omeljan Kowtsch wurde im KZ Majdanek am 25. März 1944 in der Gaskammer umgebracht, sein Leichnam wurde verbrannt.

## Nachleben
Der Jüdische Rat der Ukraine verlieh Omeljan Kowtsch am 9. September 1999 den Titel Gerechter der Ukraine. Am 24. April 2001 wurde Kowtsch durch Papst Johannes Paul II. in Rom seliggesprochen. Die Kanonisierung von Omeljan Kowtsch wurde am 27. Juni 2001 durch Papst Johannes Paul II. bei seiner Auslandsreise, die vom 23. Juni 2001 bis zum 27. Juni 2001 in der Ukraine stattfand, bekanntgegeben. Im Herbst 2008 erklärte die Bischofssynode der Ukrainisch Griechisch-Katholischen Kirche Omeljan Kowtsch zum Schutzpatron der ukrainisch-griechisch-katholischen Priester.